# Shakira (album)
Shakira je čtvrté anglické a zároveň desáté studiové album kolumbijské popové zpěváčky a skladatelky Shakiry. Album bylo vydáno 21. března 2014 u RCA Records.
Je to její první album v angličtině, po pěti letech, poslední vyšlo v roce 2009 s názvem She Wolf. Shakira odhalila v listopadu 2011, že začala pracovat na albu, které plánuje vydat někdy v roce 2014. Album mělo být původně vydáno v roce 2012, ale to bylo odloženo kvůli Shakiřinino těhotenství. Mezitím odstoupila z nahrazovací společnosti Epic Records, následně podepsala novou smlouvu u sesterského vydavatelství RCA Records.
Toto především popové album bylo nahráno více ve stylech, také zahrnuje celou řadu žánrů jako je reggae a rock, stejně tak taneční hudbu a prvky country hudby.

## O albu
V říjnu 2010, Shakira vydala své deváté studiové album, Sale el Sol (vydané převážně ve španělštině) . S tímto albem se vrátila ke svým kořenům tudíž latinskému popu, Shakira také na zaexperimentovala elektronickou hudbou, hudební styl alba byl ovlivněn rockovou a merengue hudbou.
Mělo pozitivní kritiku a bylo velmi komerčně úspěšné v mezinárodním měřítku.
O rok později v listopadu, Shakira odhalila v rozhovoru pro časopis Billboard, že začala pracovat na novém hudbě s různými producentskými hudebníky pro novou nahrávku.
Dne 22. ledna 2014, Shakira oznámila, že album se bude jmenovat Shakira.

Album otevírá skladba Dare (La La La) (na albu se nachází i španělská verze), tato taneční píseň obsahuje brazilské rytmy a s vlivem Elektronické hudby .

Následující skladba Can't Remember to Forget You, píseň je ve stylech New Wave a Reggae rock, také zahrnuje prvky stylu Ska.

## Singly
Prvním singlem z alba se stala skladba Can't Remember to Forget You, na které spolupracovaly s barbadoskou zpěvačkou Rihannou. Vydaná byla 13. ledna 2014, se setkala s pozitivní recenze od kritiků, kteří chválili chemii zpěvánkami a debutoval na 28. příčce Billboard Hot 100, brzy se však vyšplhal až na patnáctou příčku. Byla vydána 21. ledna i sólová španělská verze s názvem "Nunca Me Acuerdo de Olvidarte".
Druhý singl byl vydán 24. února 2014 a byla jím píseň Empire Ta se vyšplhala na 58. pozici v Billboard Hot 100. Dále se umístila na 25. příčce v UK Singles Chart a 29. ve Španělsku.

## Po vydání
Ve Velké Británií se umístilo na čtrnáctém místě a na šestém miste v Argentině.
Album debutovalo na druhé příčce žebříčku Billboard 200 s 85 000 (původně se prodejnost očekávala 75 000 až 80 000) prodanými kopiemi v první týden prodeje v USA.
Postoj kritiků k albu byl obecně pozitivní.

## Seznam písní
1. Dare (La La La)
2. Can't Remember to Forget You (ft. Rihanna)
3. Empire
4. You Don't Care About Me
5. Cut Me Deep (feat. Magic!)
6. Spotlight
7. Broken Record
8. Medicine (ft. Blake Shelton)
9. 23
10. The One Thing
11. Nunca me acuerdo de olvidarte
12. Loca por ti

* Standardní edice alba Shakira vyšla ve fyzické a digitální verzí, obsahuje dvanáct skladeb se stejným počtem (ačkoli písně jsou řazeny odlišně).

## Umístění
| Hitparáda (2014)                              | vrchol |
| --------------------------------------------- | ------ |
| Argentinská albová hitparáda                  | 6      |
| Australská albová hitparáda                   | 8      |
| Belgická albová hitparáda (Ultratop Flanders) | 11     |
| Belgická albová hitparáda (Ultratop Wallonia) | 11     |
| Brazilská albová hitparáda (Billboard)        | 2      |
| Česko (IFPI)                                  | 17     |
| Dánska albová hitparáda                       | 18     |
| Finská albová hitparáda                       | 7      |
| Francouzská albová hitparáda                  | 6      |
| Chorvatsko                                    | 8      |
| Irská albová hitparáda                        | 10     |
| Italská albová hitparáda                      | 3      |
| Maďarsko                                      | 12     |
| Mexiko                                        | 2      |
| Německo                                       | 5      |
| Nizozemska albová hitparáda                   | 15     |
| Nový Zéland                                   | 17     |
| Norko                                         | 10     |
| Polsko                                        | 4      |
| Portugalsko                                   | 6      |
| Rusko                                         | 5      |
| Španělská albová hitparáda                    | 2      |
| Švédsko                                       | 14     |
| Švýcarsko                                     | 2      |
| Velká Británie                                | 14     |
| US Billboard 200                              | 2      |

| Hitparáda (2014) | pozice |
| ---------------- | ------ |
| US Billboard 200 | 75.    |

| Hitparáda (2008) | Poskytovatele | Certifikace | Prodej |
| ---------------- | ------------- | ----------- | ------ |
| Argentina        | CAPIF         | Zlato       | 20,000 |
| Francie          | SNEP          | Zlato       | 50,000 |
| Mexiko           | AMPROFON      | Zlato       | 30,000 |
| Polsko           | ZPAV          | Platina     | 20,000 |
| Španělsko        | PROMUSICAE    | Zlato       | 20,000 |

| Země           | Datum           | Verze           | Formát        | Label       |
| -------------- | --------------- | --------------- | ------------- | ----------- |
| Německo        | 21. března 2014 | Standard Deluxe | CD digital CD | Sony Music  |
| Velká Británie | 24. března 2014 | Standard Deluxe | CD digital CD | RCA Records |
| Mexiko         | 24. března 2014 | Standard Deluxe | CD digital CD | Sony Music  |
| Kolumbie       | 25. března 2014 | Standard Deluxe | CD digital CD | Sony Music  |
| United States  | 25. března 2014 | Standard Deluxe | CD digital CD | RCA Records |